# Подољск
Подољск (рус. Подольск) град је у Русији у Московској области. Према попису становништва из 2010. у граду је живело 187.956 становника.

## Становништво
Према прелиминарним подацима са пописа, у граду је 2010. живело 187.956 становника, 6.993 (3,86%) више него 2002.
| 1939.  | 1959.   | 1970.   | 1979.   | 1989.   | 2002.   | 2010.   |
| ------ | ------- | ------- | ------- | ------- | ------- | ------- |
| 72.409 | 129.429 | 168.706 | 201.769 | 209.178 | 180.963 | 187.961 |